# Hypnum closteri
Hypnum closteri là một loài Rêu trong họ Hypnaceae. Loài này được Austin mô tả khoa học đầu tiên năm 1870.